# Alfred Cardew Dixon
Alfred Cardew Dixon   (Northallerton, 22 de maig de 1865 - Northwood, 4 de maig de 1936) va ser un matemàtic anglès que va ser professor a Irlanda.

## Vida i obra
Dixon, fill d'un pastor metodista, va estudiar a escoles quàqueres i a la Kingswood School de Bath, abans d'entrar el 1883 al Trinity College (Cambridge). El 1886 va ser senior wrangler dels exàmens de matemàtiques d'aquell any.
El 1893 va ser nomenat professor de matemàtiques del Queen's College de Galway, Irlanda (actualment Universitat Nacional d'Irlanda) i el 1901 va passar al Queen's College de Belfast (actualment Universitat Queen's Belfast) en la qual es va retirar el 1930. Després de retirat, va ser un membre molt actiu de la Societat Matemàtica de Londres, de la qual va arribar a ser president entre 1931 i 1933.
Dixon és prou conegut pels seus treballs en equacions diferencials; el 1894 va publicar els seu únic llibre: The Elementary Properties of Elliptic Functions, en el qual descrivia les funcions el·líptiques denotades amb {\displaystyle cm} i {\displaystyle sm}, que porten el seu nom i que tenen la propietat de satisfer la identitat {\displaystyle cm^{3}(z)+sm^{3}(z)=1}.
Altres treballs seus van ser en àlgebra geomètrica, funcions automorfes i equacions funcionals. També és recordat per la identitat de Dixon:
{\displaystyle \sum _{k=0}^{2n}(-1)^{k}{2n \choose k}^{3}=(-1)^{n}{\frac {(3n)!}{(n!)^{3}}}}
que va demostrar en un article publicat el 1891.